# Muides-sur-Loire
Muides-sur-Loire – miejscowość i gmina we Francji, w Regionie Centralnym, w departamencie Loir-et-Cher.
Według danych na rok 1990 gminę zamieszkiwało 1115 osób, a gęstość zaludnienia wynosiła 122 osoby/km² (wśród 1842 gmin Centre, Muides-sur-Loire plasuje się na 350. miejscu pod względem liczby ludności, natomiast pod względem powierzchni na miejscu 1196.).